# Zalotka spłaszczona
Zalotka spłaszczona (Leucorrhinia caudalis) – gatunek ważki z rodziny ważkowatych (Libellulidae).
Występuje w Rosji (centrum, północ, północny zachód i wschód kraju, obwód królewiecki) oraz w Europie środkowej i północnej (Albania, Belgia, Białoruś, Chorwacja, Czarnogóra, Czechy, Dania, Estonia, Finlandia, kontynentalna Francja, Holandia, Litwa, Luksemburg, Łotwa, Niemcy, kontynentalna Norwegia, Polska, Serbia i Kosowo, Słowenia, Szwajcaria, Szwecja, Ukraina, Węgry). W Polsce imagines latają od maja do lipca.
IUCN określa globalną populację zalotki spłaszczonej jako bardzo dużą i stabilną. W większości państw Unii Europejskiej jest jednak gatunkiem rzadkim i silnie zagrożonym. Na terenie Polski jest objęty ścisłą ochroną gatunkową. Jego siedlisko stanowią zbiorniki wodne o obfitej roślinności wodnej położone w lasach, w tym również zbiorniki antropogeniczne. Zagrożenie dla gatunku stanowią eutrofizacja i zakwaszanie zbiorników.
Długość ciała 36 mm, rozpiętość skrzydeł 65 mm. Samica ma pterostygmy po obu stronach czarne, a samiec z wierzchu białe, a od spodu czarne.